# Oyndarfjarðar Kommune
Oyndarfjarðar Kommune var en kommune på Færøerne. Den omfattede bygden Oyndarfjørður på Streymoy og blev oprettet i 1918 ved at blive skilt ud fra Eysturoyar Prestagjalds Kommune. 1. januar 2005 blev Oyndarfjarðar Kommune indlemmet i Runavíkar Kommune. Oyndarfjarðar Kommune havde ved indlemmelsen 182 indbyggere.